# Clyfford Still
Clyfford Still (Grandin, 30 november 1904 - Baltimore, 23 juni 1980) was een Amerikaans kunstschilder en een van de voormannen van het abstract expressionisme. Still stond bekend als een moeilijke, compromisloze persoonlijkheid, en hij leefde op gespannen voet met de kunstwereld van New York, die hij regelmatig beschuldigde van machtspolitiek en machtsmisbruik. Voor Still gold zijn autonomie als kunstenaar en mens en zijn geestelijke vrijheid als hoogste goed.

## Stijl
Still zei alleen zichzelf te schilderen: naakt, strijdbaar, trots. Het werk uit 1937 tot 1963 waar hij bekend om is geworden, is groot en abstract. Het formaat wordt extra benadrukt doordat er op het doek kleine velden van kleur naast meterslange stukken zijn aangebracht. Verticale 'vlammen' die naar boven reiken lijken zich buiten het doek voort te zetten. In tegenstelling tot schilderijen van andere kunstenaars die op groot formaat werkten, zoals Barnett Newman, is de verf niet glad opgebracht, maar is er sprake van veel impasto. Tegelijk maakt het werk de indruk niet door een mensenhand te zijn gemaakt (wat bij actionpainting wel het geval is), maar te zijn ontstaan. Still zei kleur nooit als kleur te willen schilderen, textuur als textuur, "or images to become shapes". Hij wilde dat alles doen fuseren tot een "living spirit". 'Het Sublieme' is een kenmerkend begrip bij Still. In dit streven naar transcendentie, naar 'het goddelijke', is hij verwant aan Rothko.

## Levensloop
Een jaar na Stills geboorte in 1904 verhuisde de familie van Grandin naar Spokane. Het landschap van North Dakota - de ruige bergen, de uitgestrektheid van het land - is vaak in verband gebracht met de vloeiende, verticale elementen in Stills werk. Vanaf zijn vroege jeugd bestudeerde Still het werk van oude en moderne meesters (naast muziek en literatuur), tot hij rond 1935 tot de slotsom kwam, dat hij zich een weg uit de klassieke Europese erfenis moest schilderen. Een weg uit de "steriele conclusies van Europese decadentie".
Op 6 november 1925 schreef Still zich in bij de Art Students League of New York, om al na 45 minuten te vertrekken. De oefeningen en de resultaten die hij zag, zei hij later, had hijzelf al ondernomen, en verworpen als "complete tijdsverspilling" De rest van zijn tijd in New York gebruikte hij om musea en galerieën te bezoeken.
Still studeerde in de jaren 1926/'27 en 1931/'33 kunstgeschiedenis aan de Spokane University, waarna hij in het kader van het Federal Art Project kunstgeschiedenis doceerde aan het Spokane Art Centre, en tot 1941 aan het Washington State College in Pullman, Washington (nu Washington State University). Eind 1941 nam Still ontslag van het Washington, om van december 1941 tot aan de zomer van 1943 te werken in de wapenindustrie in Californië.
Hij zou nog aan andere universiteiten doceren: het Richmond Professional Institute, Richmond, Virginia (nu Virginia Commonwealth University) van 1943 tot eind 1945, en aan de California School of Fine Arts (CSFA) (nu San Francisco Art Institute), met een korte onderbreking van 1946 tot 1950. Tijdens zijn periode in New York, van 1950 tot 1961, gaf Still les op de zomerschool van Hunter College, N.Y., en twee semesters aan het Brooklyn College onder het Teachers Education Program, beiden van de City University van New York. In 1961 vertrok Still naar Maryland, waar hij een woning kocht in Caroll County vlak bij Westminster. In 1966 kocht hij een tweede woning in New Windsor, Maryland, op een uur rijden van Baltimore.

### "The Subjects of the Artist"
Stills eerste solotentoonstelling vond plaats in 1943 in het San Francisco Museum of Art. In dat jaar ontmoette hij ook Mark Rothko, die hem twee jaar later introduceerde bij Peggy Guggenheim. Ze nodigde Still uit deel te nemen aan de Autumn Salon, die op 6 oktober in haar Art of this Century Gallery geopend werd. In 1947 legde Clyfford Still het plan voor aan Rothko en Douglas MacAgy, directeur van het CSFA, om een groep te formeren van jonge kunststudenten, begeleid door kunstenaars-docenten (gedacht werd aan William Baziotes, David Hare, Robert Motherwell en Mark Rothko), maar de plannen dreigden al snel op niets uit te lopen en Still keerde in 1948 terug naar San Francisco, waar hij zijn eerder opgezegde baan als hoogleraar aan de CSFA weer opnam. Daar zette hij met succes de graduate painting class op. De school die uiteindelijk toch in New York van start ging, onder de naam "The Subjects of the Artist", was een kort leven beschoren. (Zie ook: William Baziotes#"The Subjects of the Artist").

## Collecties
In een brief geschreven in 1949 geeft Clyfford Still af op een kunstfilosoof die het abstract expressionisme had beschreven als onderdeel van 'de onontkoombare evolutie van de schilderkunst'. Still had geen goed woord over voor wat hij "deze wetenschappers, catalogiseerders" noemde. Het kan hebben bijgedragen aan zijn terughoudendheid om te exposeren. Toen er in november 1959, na zeven jaar afwezigheid, weer een publieke tentoonstelling van zijn werk plaatsvond (in de Allbright Art Gallery, Buffalo Fine Arts Academy, Buffalo) was dat pas de negende in zijn carrière.
Still heeft collecties van zijn werk geschonken aan een paar, streng geselecteerde instituten, onder strikte voorwaarden. Zo moet een collectie intact worden gehouden, zo mogelijk moet het werk permanent te bezichtigen zijn, en de mogelijkheden tot reizen zijn zeer beperkt (een van de redenen waarom Still in Europa niet de bekendheid heeft die hij in Amerika geniet). Er bevindt zich een grote collectie in de Allbright-Knox Art Gallery in Buffalo, en een in het San Francisco Museum of Modern Art. In 2004 heeft Stills weduwe een grote collectie geschonken aan de stad Denver.